# Santa Marta (Penafiel)
Santa Marta é uma povoação portuguesa do Município de Penafiel que foi sede da extinta Freguesia de Santa Marta, freguesia que tinha 4,13 km² de área e 1 289 habitantes (2011), e, por isso, uma densidade populacional de 312,1 hab/km².
A Freguesia de Santa Marta foi extinta (agregada) pela reorganização administrativa de 2012/2013, tendo o seu território sido integrado na Freguesia de Penafiel.

## População
| População da freguesia de Santa Marta | População da freguesia de Santa Marta | População da freguesia de Santa Marta | População da freguesia de Santa Marta | População da freguesia de Santa Marta | População da freguesia de Santa Marta | População da freguesia de Santa Marta | População da freguesia de Santa Marta | População da freguesia de Santa Marta | População da freguesia de Santa Marta | População da freguesia de Santa Marta | População da freguesia de Santa Marta | População da freguesia de Santa Marta | População da freguesia de Santa Marta | População da freguesia de Santa Marta |
| ------------------------------------- | ------------------------------------- | ------------------------------------- | ------------------------------------- | ------------------------------------- | ------------------------------------- | ------------------------------------- | ------------------------------------- | ------------------------------------- | ------------------------------------- | ------------------------------------- | ------------------------------------- | ------------------------------------- | ------------------------------------- | ------------------------------------- |
| 1864                                  | 1878                                  | 1890                                  | 1900                                  | 1911                                  | 1920                                  | 1930                                  | 1940                                  | 1950                                  | 1960                                  | 1970                                  | 1981                                  | 1991                                  | 2001                                  | 2011                                  |
| 321                                   | 345                                   | 344                                   | 371                                   | 384                                   | 415                                   | 488                                   | 535                                   | 544                                   | 605                                   | 870                                   | 1 004                                 | 1 131                                 | 1 310                                 | 1 289                                 |

| Distribuição da População por Grupos Etários | Distribuição da População por Grupos Etários | Distribuição da População por Grupos Etários | Distribuição da População por Grupos Etários | Distribuição da População por Grupos Etários | Distribuição da População por Grupos Etários | Distribuição da População por Grupos Etários | Distribuição da População por Grupos Etários | Distribuição da População por Grupos Etários | Distribuição da População por Grupos Etários |
| -------------------------------------------- | -------------------------------------------- | -------------------------------------------- | -------------------------------------------- | -------------------------------------------- | -------------------------------------------- | -------------------------------------------- | -------------------------------------------- | -------------------------------------------- | -------------------------------------------- |
| Ano                                          | 0-14 Anos                                    | 15-24 Anos                                   | 25-64 Anos                                   | > 65 Anos                                    |                                              | 0-14 Anos                                    | 15-24 Anos                                   | 25-64 Anos                                   | > 65 Anos                                    |
| 2001                                         | 266                                          | 196                                          | 727                                          | 121                                          |                                              | 20,3%                                        | 15,0%                                        | 55,5%                                        | 9,2%                                         |
| 2011                                         | 199                                          | 163                                          | 771                                          | 156                                          |                                              | 15,4%                                        | 12,6%                                        | 59,8%                                        | 12,1%                                        |

Média do País no censo de 2001:  0/14 Anos-16,0%; 15/24 Anos-14,3%; 25/64 Anos-53,4%; 65 e mais Anos-16,4%
Média do País no censo de 2011:   0/14 Anos-14,9%; 15/24 Anos-10,9%; 25/64 Anos-55,2%; 65 e mais Anos-19,0%

## Património
- Anta de Santa Marta ou Dólmen da Portela